# UrbaLyon
UrbaLyon est l’agence d'urbanisme de l'aire métropolitaine lyonnaise.

## Histoire
L’Agence d'Urbanisme de la Communauté Urbaine (ou AGURCO) est fondée en septembre 1978. Elle est alors dirigée par Jean Frébault, et vient se substituer à l’Atelier d’Urbanisme de la ville de Lyon, créé en 1961 par Charles Delfante et transformé en atelier d’agglomération en 1969. La principale différence avec ces deux structures plus anciennes est son financement local, et non étatique, reflétant la prise en main de l'urbanisme par la collectivité territoriale. Cet atelier était une petite structure, qui comptait en 1975 seulement trente-cinq personnes,.
Jean Frébault reste directeur de l'agence de 1978 à 1988.
Rapidement, l'agence de Lyon devient l'une des trois plus importantes de France, comptant un effectif de 76 personnes en 1999, 88 personnes en 2003 et 103 en 2014.

## Ressources
Une partie des ressources de l'agence vient d'une dotation de l'État, comme pour les autres agences d'urbanisme. En 2003, la dotation de l'État à l'agence de Lyon s'élevait à 539 817 euros. À cette date, le budget total de la structure s'élève à 6 558 153 euros.

## Moyens techniques et productions
L'agence d'urbanisme lyonnaise est une des quatre agences française qui disposent du plus grand nombre d'outils techniques à sa disposition, avec celles de Brest, Marseille et de Nancy. Elles disposent toutes quatre en effet d'un service documentaire, d'une bibliothèque, d'un service d'accueil, d'une photothèque, d'un atelier graphique, d'un site internet, d'une vidéothèque, d'un réseau Urbamet et éditent un bulletin d’informations.
En revanche, en 2003, UrbaLyon n'est pas dotée de beaucoup d'observatoires. Contrairement à Angers (quinze critères urbains analysés) ou Bordeaux (onze), et surtout Dunkerque (vingt-huit), l'agence de Lyon n'a mis en place des indices d'observations que sur l'habitat, l'environnement, le logement social, l'emploi, les zones d'activité et l'enseignement supérieur.
Toutefois, si les outils d'analyse ne sont pas forcément à cette date très nombreux, les champs d'actions de l'agence sont très étendus : déplacements, gestion de la nature et des espaces verts, gestion de l'eau, qualité de vie, partenariats, domaine social, fonctionnement urbain, vie économique, domaine patrimonial, gestion des déchets ménagers et assainissement. En particulier, les deux chartes d'écologie publiées par l'agence (1992-1995 et 1997-2001) sont particulièrement ambitieuses.

## Compétences
Au départ vouée à la seule planification urbaine générale de l'agglomération, l'agence voit ses compétences augmentées par la loi Defferre sur la décentralisation, en 1982. Désormais, elle a aussi un regard sur l'aménagement beaucoup plus fin des quartiers. Entre 1990 et 2000, l'agence travaille sur le Schéma directeur, et, en parallèle, en 1996, elle publie le Plan de déplacements urbains.

## Instrumentalisation politique de l'agence
Organisme voué à l'aménagement urbain, l'agence est censée ne pas servir d'instrument politique. Toutefois, il s'avère que l'agence de Lyon a connu ce genre de dérives.